# Pauselijke privésecretaris
Een pauselijke privésecretaris ondersteunt de paus bij het uitvoeren van zijn ambtstaken. Hij assisteert de paus bij religieuze handelingen, officiële taken en private aangelegenheden. Onder meer organiseert hij ontmoetingen en bezoeken. Mede daarom heeft de privésecretaris aanzienlijke informele macht. Officieel is de pauselijke privésecretaris een medewerker van het Staatssecretariaat. Meestal wordt deze functie vervuld door een jonge wereldpriester. Sinds 1970 was er ook een tweede privésecretaris.
Afgezien van het pontificaat van paus Franciscus, was er één pauselijke privésecretaris per pontificaat. Meestal was deze persoon reeds in een eerdere functie een nauwe medewerker van de paus. Er bestaat dus meestal vooraf al een vertrouwensrelatie. 
Na de dood van de paus, eindigt het ambt van privésecretaris in principe automatisch. Met enige regelmaat worden privésecretarissen na hun ambtsperiode benoemd tot bisschop of apostolisch nuntius.

## Voorbeelden

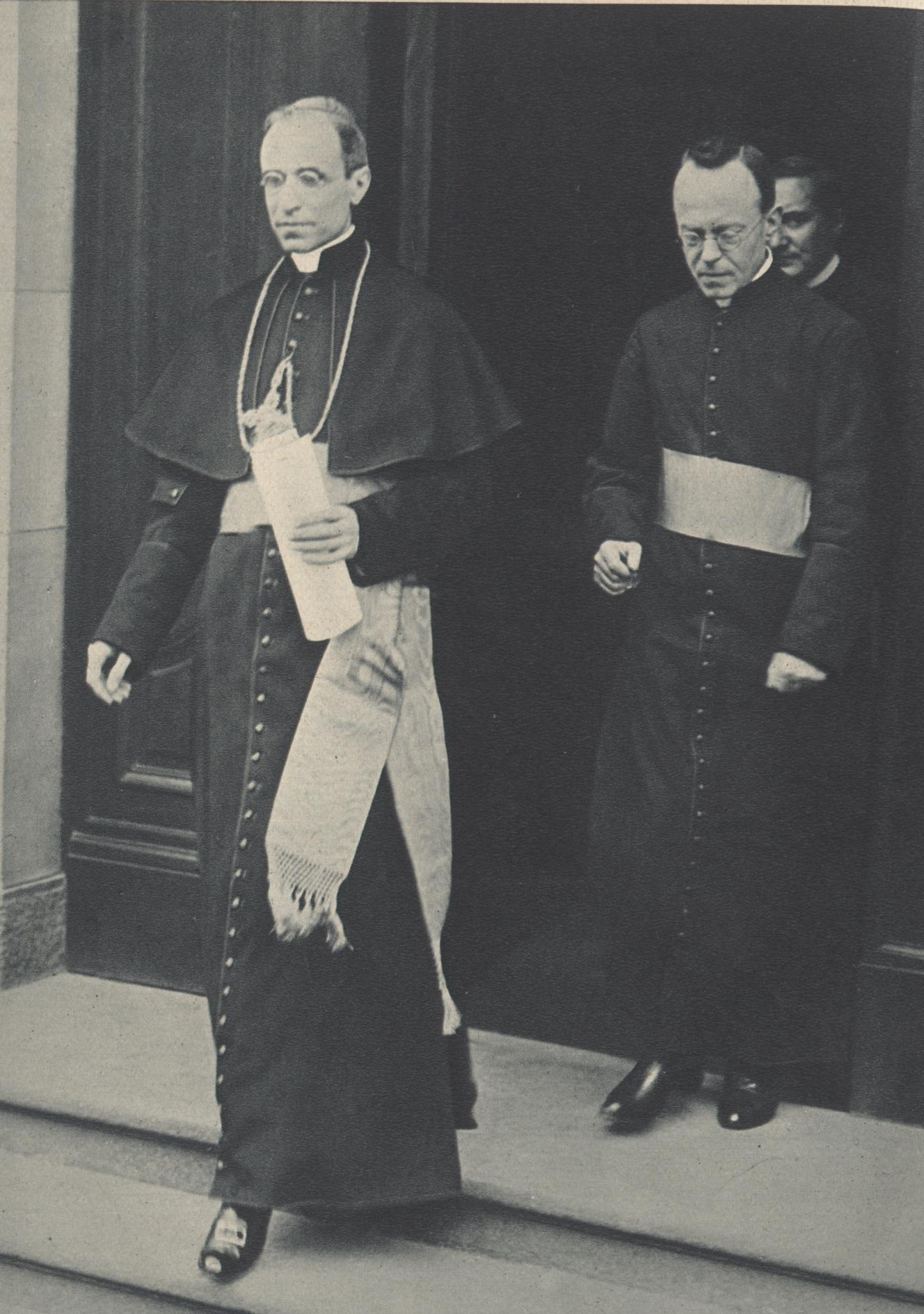
Robert Leiber rechts van de latere paus Pius XII

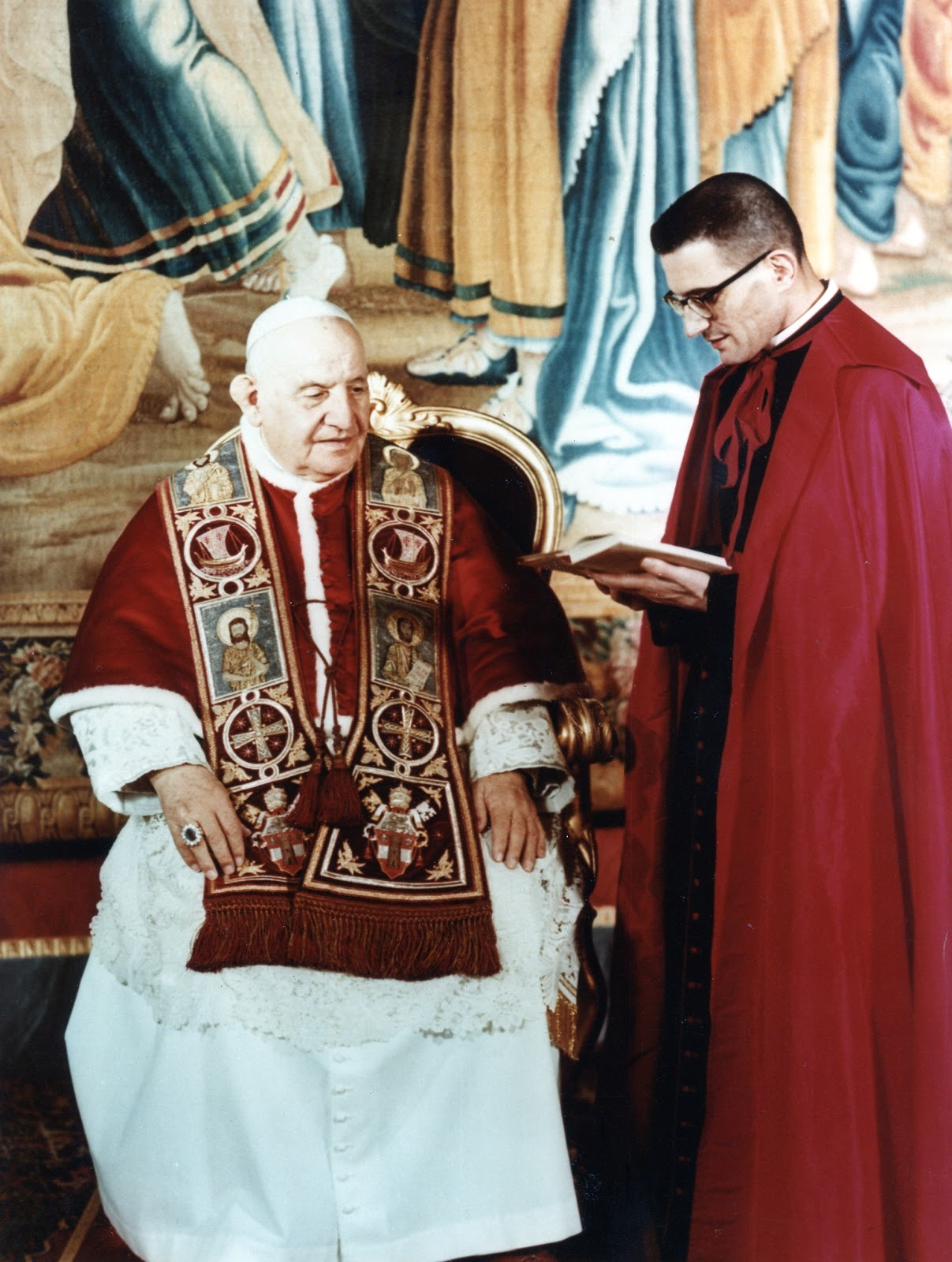
Loris Francesco Capovilla rechts van paus Johannes XXIII

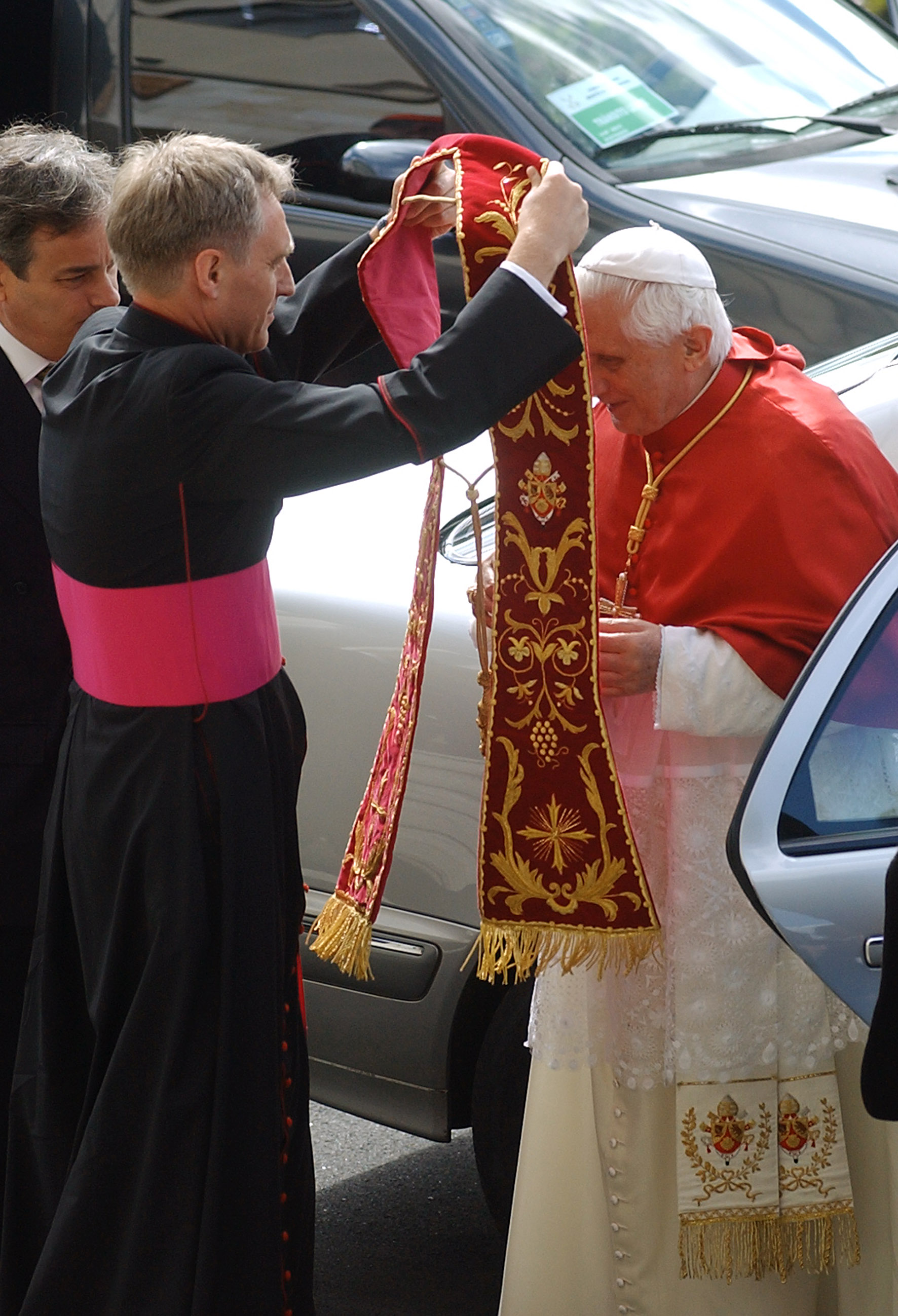
Georg Gänswein links van paus Benedictus XVI

Met name Stanisław Dziwisz, de privésecretaris van paus Johannes Paulus II, werd in de laatste levensjaren van de paus beschouwd als een van de invloedrijkste geestelijken in het Vaticaan.
Paus Franciscus besloot na zijn verkiezing tot paus om meerdere secretarissen aan te stellen, die elkaar gedurende de dag aflosten bij het bureauwerk. Daarmee liet hij het onderscheid tussen een eerste en tweede secretaris los. Tijdens zijn pontificaat waren er ook meerdere wisselingen in het ambt van pauselijke privésecretaris.

## Lijst van pauselijke privésecretarissen
| Persoon                    | Jaren        | Paus               |
| -------------------------- | ------------ | ------------------ |
| Giovanni Maria Zonghi      | 1871 - 1878  | Pius IX            |
| Rinaldo Angeli             | 1878 - 1903  | Leo XIII           |
| Giovanni Bressani          | 1903 - 1914  | Pius X             |
| Attilio Bianchi            | 1914 - 1917  | Benedictus XV      |
| Carlo Confalonieri         | 1922 - 1939  | Pius XI            |
| Robert Leiber              | 1939 - 1958  | Pius XII           |
| Loris Francesco Capovilla  | 1958 - 1963  | Johannes XXIII     |
| Pasquale Macchi            | 1963 - 1978  | Paulus VI          |
| Diego Lorenzi              | 1978         | Johannes Paulus I  |
| Stanisław Dziwisz          | 1978 - 2005  | Johannes Paulus II |
| Georg Gänswein             | 2005 - 2013  | Benedictus XVI     |
| Alfred Xuereb              | 2013 - 2014  | Franciscus         |
| Fabián Pedacchio           | 2014 - 2019  | Franciscus         |
| Gonzalo Aemilius           | 2020 - 2023  | Franciscus         |
| Daniel Pellizzón           | 2023 - 2025  | Franciscus         |
| Juan Cruz Villalón         | 2020 - 2025  | Franciscus         |
| Edgard Iván Rimaycuna Inga | 2025 - heden | Leo XIV            |

## Lijst van tweede pauselijke privésecretarissen
| Persoon                 | Jaren       | Paus                                             |
| ----------------------- | ----------- | ------------------------------------------------ |
| John Magee              | 1970 - 1982 | Paulus VI, Johannes Paulus I, Johannes Paulus II |
| Emery Kabongo Kanundowi | 1982 - 1987 | Johannes Paulus II                               |
| Vincent Trần Ngọc Thụ   | 1988 - 1996 | Johannes Paulus II                               |
| Mieczysław Mokrzycki    | 1996 - 2007 | Johannes Paulus II, Benedictus XVI               |
| Alfred Xuereb           | 2007 - 2013 | Benedictus XVI                                   |
| Fabián Pedacchio Leaniz | 2013 - 2014 | Franciscus                                       |
| Yoannis Lahzi Gaid      | 2014 - 2020 | Franciscus                                       |
| Fabio Salerno           | 2020 - 2025 | Franciscus                                       |